# Тирольское графство
Окняженное графство Тироль (нем. Gefürstete Grafschaft Tirol; итал. contea principesca del Tirolo) — в прошлом графство в Центральной Европе в регионе Тироля, которое до 1861 года относилось к земле Форальберг. Главными городами были Мерано (с XIV века по 1849 год) и Инсбрук (1849—1918).
Одно из государств Священной Римской империи начало своё существование около 1140 года. Первоначально графство находилось под юрисдикцией графов Тироля, но в 1253 году было унаследовано графами Гориции, а в 1363 — стало частью австрийского дома Габсбургов.